# Apirak Worawong
Apirak Worawong (Thai: อภิรักษ์ วรวงศ์, * 7. Januar 1996 in Khon Kaen) ist ein thailändischer Fußballspieler.

## Karriere

### Verein
Seine fußballerische Laufbahn begann Apirak Worawong 2013 in der Jugend beim Erstligisten Chiangrai United, wo er 2014 auch seinen ersten Vertrag unterschrieb. Der Verein aus Chiangrai spielte in der ersten Liga, der Thai Premier League. Während seines Vertrags in Chiangrai wurde er mehrfach ausgeliehen. 2014 wurde er an den Drittligisten Phetchaburi FC nach Phetchaburi ausgeliehen. Hier stand er 19-mal im Tor. An Army United, einem Verein der Thai League 2, erfolgte 2017 eine Ausleihe. 28-mal stand er für die Army im Tor. Im Anschluss wurde er an den Ligakonkurrenten Chiangmai FC ausgeliehen, wo er 24-mal auf dem Platz stand. 2019 wurde er mit Chiangrai thailändischer Meister. Im April 2021 stand er mit Chiangrai im Endspiel des FA Cup. Das Endspiel gegen den Chonburi FC gewann man im Elfmeterschießen. Am 1. September 2021 spielte er mit Chiangrai um den Thailand Champions Cup. Das Spiel gegen den thailändischen Meister BG Pathum United FC im 700th Anniversary Stadium in Chiangmai verlor man mit 0:1.

### Nationalmannschaft
Von 2012 bis 2013 spielte Apirak Worawong 9 Mal für die thailändische thailändische U-16-Nationalmannschaft. Für die U-19 lief er von 2014 bis 2015 viermal auf. 2016 spielte er dreimal in der U-21. Zwei Spiele bestritt er von 2016 bis 2018 für die U-23.

## Erfolge

### Verein
Chiangrai United
- Thailändischer Meister: 2019
- Thailändischer Supercup-Sieger: 2020
- Thailändischer Pokalsieger: 2020/21

### Nationalmannschaft
Thailand U21
- Nations Cup (Malaysia): 2016